# Plants vs. Zombies
Plants vs. Zombies är ett tower defence-datorspel utvecklat av Popcap Games till Microsoft Windows, Mac OS, Xbox Live Arcade och iOS. Spelarens mål är att skydda sitt hus från attackerande zombier genom att plantera olika plantor på spelfältet. Spelet släpptes 5 maj 2009 och blev tillgänglig på Steam samma dag.

## Spelprincip
Spelet går ut på att försvara sitt hus mot olika zombier genom att placera plantor på spelfältet som på olika sätt hindrar zombiernas framfart. Efter en lyckad försvarsinsats går spelet vidare till nästa nivå. Spelaren ska plantera olika plantor, däribland plantor som skjuter ärtor, svampar, solrosor (som ger solenergi för att kunna plantera fler blommor) och potatisminor i trädgården, samt på taket av huset för att skydda det från att bli uppäten av zombier. Plantorna kan vara av offensiv eller defensiv karaktär och är olika effektiva mot olika typer av zombier. Det finns också vissa uppgraderingar för plantor, exempelvis kan plantan Repeater som skjuter två ärtor uppgraderas till en Gatling Pea som istället skjuter fyra ärtor.
Spelfältet är uppdelat i ett antal horisontella filer och en zombie närmar sig normalt huset utan att byta fil och de flesta plantor kan bara attackera eller försvara sig mot zombier i samma fil. Efter en nivå får man ofta en belöning i form av ett nytt sorts frö (planta) som man kan använda i fortsättningen. Till varje nivå får spelaren välja ut en uppsättning av plantor som ska kunna planteras. Valet är strategiskt och bör utgå från nivåns förutsättningar då vissa plantor bara kan placeras på gräsmattan eller i poolen och vissa plantor fungerar olika bra på dagen eller natten. Dessutom får man innan varje nivå se vilka typer av zombier som kommer att dyka upp och kan anpassa sitt val av plantor därefter.
Det finns 5 olika spelvärldar. Framsidan av huset på dagen, framsidan på natten, baksidan på dagen, baksidan på natten och taket på dagen. På baksidan på natten kommer det dimma som bara vissa plantor kan lysa igenom eller blåsa bort. 

## Mottagande
| Mottagande      | Mottagande    |
| Samlingsbetyg   | Samlingsbetyg |
| Tjänst          | Betyg         |
| --------------- | ------------- |
| Gamerankings    | 88,6%         |
| Metacritic      | 88            |
| Recensionsbetyg |               |
| Publikation     | Betyg         |
| 1UP.com         | A-            |
| Edge            | 9/10          |
| Gamepro         | [ 17 ]        |
| Gamespot        | 8,5/10        |
| IGN             | 9,0/10        |

Plants vs. Zombies har fått positiv respons från kritiker och ett sammantaget betyg på 88/100 hos Metacritic och 88,6% hos GameRankings. IGN-skribenten Daemon Hatfield sade att spelet var mycket mer innehållsrikt än liknande spel och berömde det som beroendeframkallande. GameSpot-skribenten Chris Watters berömde spelet för plantornas och zombiernas design och övergripande utseende. Men han såg fel i spelet inlärningskurva.  En recension i tidningen Edge lovordade utvecklarna för sin uppfinningsrikedom i alla detaljer och för att ha gjort om Tower defense-genren till sin egen stil.
Musikvideon av Laura Shigihara fick också beröm av Hatfield som tillskrev den sitt första intresse i spelet. 1up-skribenten Alice Liang berömde också låten och undrade hur någon inte skulle kunna intressera sig för Plants vs. Zombies efter att ha sett videon.

### Utmärkelser
Plants vs. Zombies nominerades till "Casual Game of the Year" och "Outstanding Achievement in Game Design" i Interactive Achievement Awards från Academy of Interactive Arts & Sciences. Det fick även nomineringar för "Best Game Design", "Innovation" och "Best Download Game" för Game Developers Choice Awards. Plants vs Zombies valdes av Gamezebo till ett av de bästa spelen år 2009.